# Zealandia
|  | No s'ha de confondre amb Zelàndia. |

Zealandia és un refugi de natura a Wellington, la capital de Nova Zelanda. L'espai protegit, envoltat per una tanca infranquejable, és una vall boscosa a pocs minuts del centre de la ciutat, on prosperen i viuen lliures les espècies animals pròpies de Nova Zelanda, en un refugi únic. Abans s'havia anomenat "Santuari de vida salvatge de Karori".

## El refugi

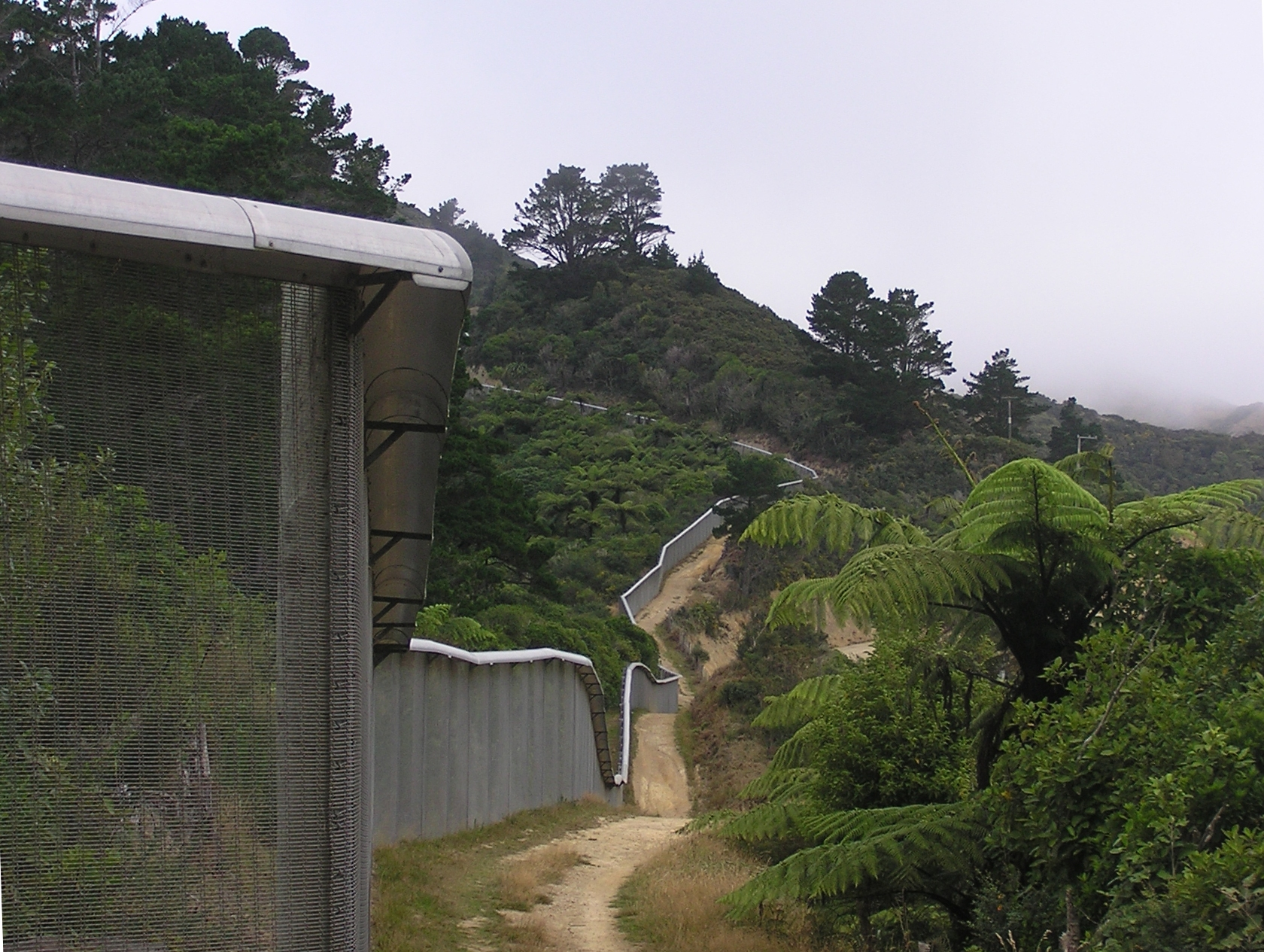
Un tram de la tanca que envolta la reserva.

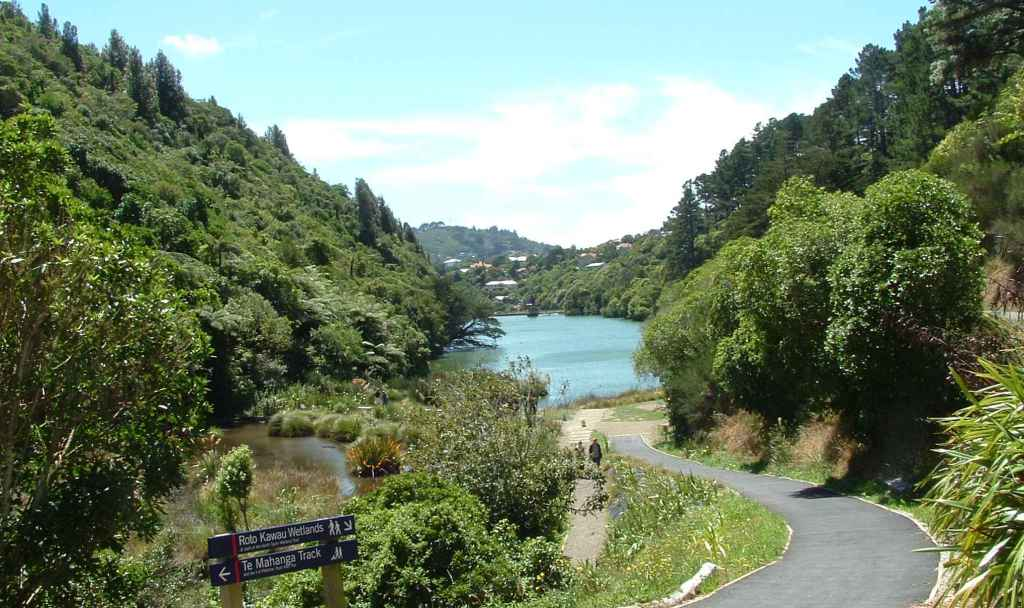
L'embassament inferior del riu Karori; s'aprecia un camí per als visitants.

Zealandia pertany a la Karori Sanctuary Trust, una organització sense afany de lucre que pretén restaurar un racó de Nova Zelanda com se suposa que era "el dia abans de l'arribada dels humans".
L'establiment d'aquesta fundació el 1995 va significar un gran avanç en la conservació i recuperació de la fauna terrestre autòctona de Nova Zelanda, una idea radical que ha revertit un declivi que havia durat almenys 700 anys. Els primers deu anys van culminar amb un balanç d'èxit en la restauració ecològica urbana, l'erradicació d'espècies invasores i la recuperació de la fauna autòctona en perill d'extinció. Des de llavors, el refugi ha servit de model per a molts altres projectes de conservació a tot el país i arreu del món.
El santuari comprèn 225 hectàrees (aproximadament una milla quadrada) de boscos i aiguamolls a la part més baixa. Tota la zona es troba encerclada per una tanca única a prova de depredadors de 8,6 quilòmetres, dissenyada especialment per excloure els mamífers no autòctons i protegir els que es troben en perill d'extinció.
Obert al públic 364 dies a l'any, Zealandia és una de les atraccions turístiques més populars de Nova Zelanda, i una font d'ingressos en creixement per a la fundació titular. La visita a Zealandia serveix, tant als neozelandesos com als turistes estrangers, per conèixer, experimentar i apreciar el patrimoni natural de Nova Zelanda, i com a educació mediambiental que els permetrà influir en el seu propi entorn.
La fundació es nodreix amb donacions, abonaments, el preu de les entrades, patrocinis i subvencions.